# Sylfest Glimsdal
Sylfest Glimsdal (Time, 9 ottobre 1966) è un allenatore di biathlon ed ex biatleta norvegese, vincitore di varie medaglie iridate.

## Biografia

### Carriera sciistica
In Coppa del Mondo ottenne il primo risultato di rilievo il 23 gennaio 1988 ad Anterselva (12°), il primo podio nel 1992 a Novosibirsk (2°) e la prima vittoria il 19 marzo 1994 a Canmore.
In carriera prese parte a tre edizioni dei Giochi olimpici invernali, Calgary 1988 (39° nell'individuale), Albertville 1992 (24° nella sprint) e Lillehammer 1994 (53° nella sprint, 9° nell'individuale) e a sette dei Campionati mondiali, vincendo tre medaglie.

### Carriera da allenatore
Dopo il ritiro, Glimsdal divenne allenatore nei quadri della nazionale norvegese.

## Palmarès

### Mondiali
- 3 medaglie:
  - 1 oro (gara a squadre[2] a Pokljuka/Hochfilzen 1998)
  - 1 argento (gara a squadre a Novosibirsk 1992)
  - 1 bronzo (staffetta a Feistritz 1989)

### Coppa del Mondo
- Miglior piazzamento in classifica generale: 3º nel 1992
- 10 podi (5 individuali, 5 a squadre[1]), oltre a quello conquistato in sede iridata e valido anche ai fini della Coppa del Mondo:
  - 4 vittorie (3 individuali, 1 a squadre)
  - 2 secondi posti (individuali)
  - 4 terzi posti (a squadre)

#### Coppa del Mondo - vittorie
| Data             | Località             | Nazione          | Spec.                                                           |
| ---------------- | -------------------- | ---------------- | --------------------------------------------------------------- |
| 19 marzo 1994    | Canmore              | Canada           | SP                                                              |
| 16 dicembre 1994 | Pokljuka Bad Gastein | Slovenia Austria | SP                                                              |
| 11 dicembre 1997 | Östersund            | Svezia           | IN                                                              |
| 14 dicembre 1997 | Östersund            | Svezia           | RL (con Egil Gjelland, Halvard Hanevold e Ole Einar Bjørndalen) |

Legenda:

IN = individuale

SP = sprint

RL = staffetta